# Мир, полный демонов: Наука — как свеча во тьме
«Мир, полный демонов: Наука — как свеча во тьме» (The Demon-Haunted World: Science as a Candle in the Dark) — книга астрофизика и популяризатора науки Карла Сагана, впервые опубликованная в 1995 году.
Цель книги — объяснить научный метод для широкого круга людей, и воодушевить их подходить к новой информации критически, и скептически мыслить. В книге рассказывается, какими методами можно отличить науку, которая работает, от псевдонаучных идей. Саган объясняет, что если на рассмотрение предлагаются новые идеи, то они должны испытываться посредством скептического мышления, и четко отвечать на задаваемые вопросы.

## Темы
В своей книге Саган утверждает, что скептическое мышление — это средство выдвижения, понимания, разумного объяснения и распознавания имеющих под собой основания аргументов, и не имеющих его. Везде, где это возможно, должна проводиться независимая проверка идей, истинность которых должна быть доказана. Он утверждает, что разумное объяснение и логика восторжествуют, когда станет известна истина. Логичные выводы вытекают из предпосылок, а приемлемость предпосылок не должна приниматься, либо не приниматься из-за предвзятости.
В качестве примера Саган ссылается на историю из главы «Дракон у меня в гараже» о невидимом огнедышащем драконе, живущем в его гараже. Он задает вопрос, «в чем, собственно, разница, между невидимым, бестелесным, летающим драконом, изрыгающим не имеющее температуры пламя, и полным отсутствием дракона? Если никаким образом нельзя опровергнуть мое утверждение, если нет возможности провести доказательный эксперимент, что вообще означает утверждение, будто дракон существует? Вы не можете опровергнуть гипотезу о существовании дракона-невидимки, однако это вовсе не значит, что гипотеза доказана или доказуема».
Саган представляет инструменты критического мышления, которые он называет «набор по разоблачению лапши». Скептическое мышление состоит из создания обоснованных аргументов и распознавания ложных или мошеннических. Для определения ложного аргумента, Саган предлагает использовать такие инструменты, как независимое подтверждение фактов, расчеты, и использование бритвы Оккама. «Набор по разоблачению лапши» также предлагает инструменты для обнаружения «самых распространенных логических и риторических ложных доводов», таких как апелляция к авторитету и статистика малых чисел. Саган доказывает, что благодаря этим инструментам проявляются выгоды критического мышления и исправляющей себя науки.
Саган представляет скептический анализ нескольких примеров, которые он относит к суевериям, мошенничеству, и псевдонауке. Критике подвергаются колдовство, НЛО, экстрасенсорное восприятие и исцеление верой.

## Содержание
Книга содержит:
- Предисловие. Мои наставники

1. Самое драгоценное
2. Наука и надежда
3. Человек на Луне и лицо на Марсе
4. Пришельцы
5. Тайны мистификации
6. Галлюцинации
7. Мир, полный демонов
8. О различении истинных и ложных видений
9. Терапия
10. Дракон у меня в гараже
11. Город горя
12. Тонкое искусство снимать лапшу с ушей
13. Одержимость реальностью
14. Антинаука
15. Сон Ньютона
16. Когда ученые познали грех
17. Брак скептицизма и чуда
18. Ветер поднимает пыль
19. Не бывает тупых вопросов
20. Горящий дом
21. Путь к свободе
22. Свалка смыслов
23. Максвелл и ботаны
24. Наука и ведовство
25. Истинные патриоты задают вопросы

- Благодарности